# Teemu Selanne

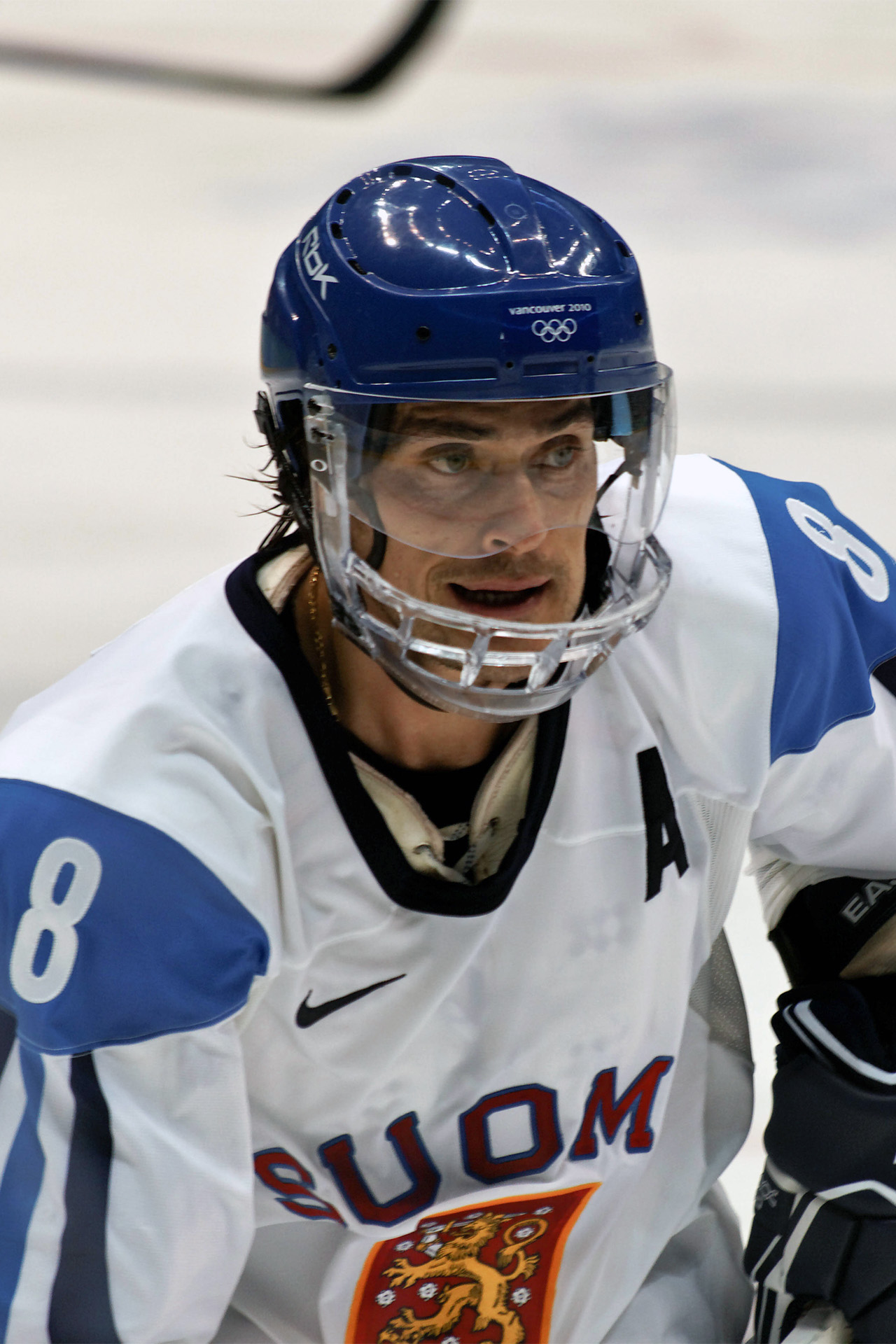
Teemu Selänne.

Teemu Ilmari Selänne (n. 3 de julio de 1970 en Helsinki, Finlandia), es un jugador finlandés de hockey sobre hielo retirado.

## Trayectoria
Teemu Selänne comenzó su carrera jugando de 1986 a 1992 para Jokerit en el Campeonato de la División de Finlandia.
En 1992 Se inicia en la NHL jugando para Winnipeg Jets que lo habían elegido en el draft de la NHL 1988. En Winnipeg Jets, formó junto a Keith Tkachuk y Alexei Jamnov Una línea eficaz.
En 1994 vuelve a Selänne Jokerit, donde ganó la Copa de Europa. En 1995 Fue trasladado a Anaheim Ducks. De 2001 a 2003 jugó con San Jose Sharks, Luego jugó para la Colorado Avalanche. y Desde agosto de 2005 juega de nuevo con Anaheim Ducks.
El 22 de noviembre de 2006 marcó su anotación número 500, Convirtiéndose en el jugador número 36 en alcanzar esta marca.
Con más de 300 goles para los Anaheim Ducks, Selanne es el mejor anotador del equipo. 6 de junio de 2007 Ganó la Stanley Cup por primera vez en su carrera. El 29 de enero de 2008, Selänne firmar un nuevo contrato por una temporada por 1,5 millones de dólares con los Anaheim Ducks. 
El 17 de febrero de 2008, se convirtió en el máximo anotador en la historia de los Anaheim Ducks al llegar a su anotación número 670 en la victoria 4-2 contra Calgary Flames.
El 21 de marzo de 2010 se convirtió en el 18º jugador en la historia de la NHL en llegar a 600 goles.

## Estadísticas

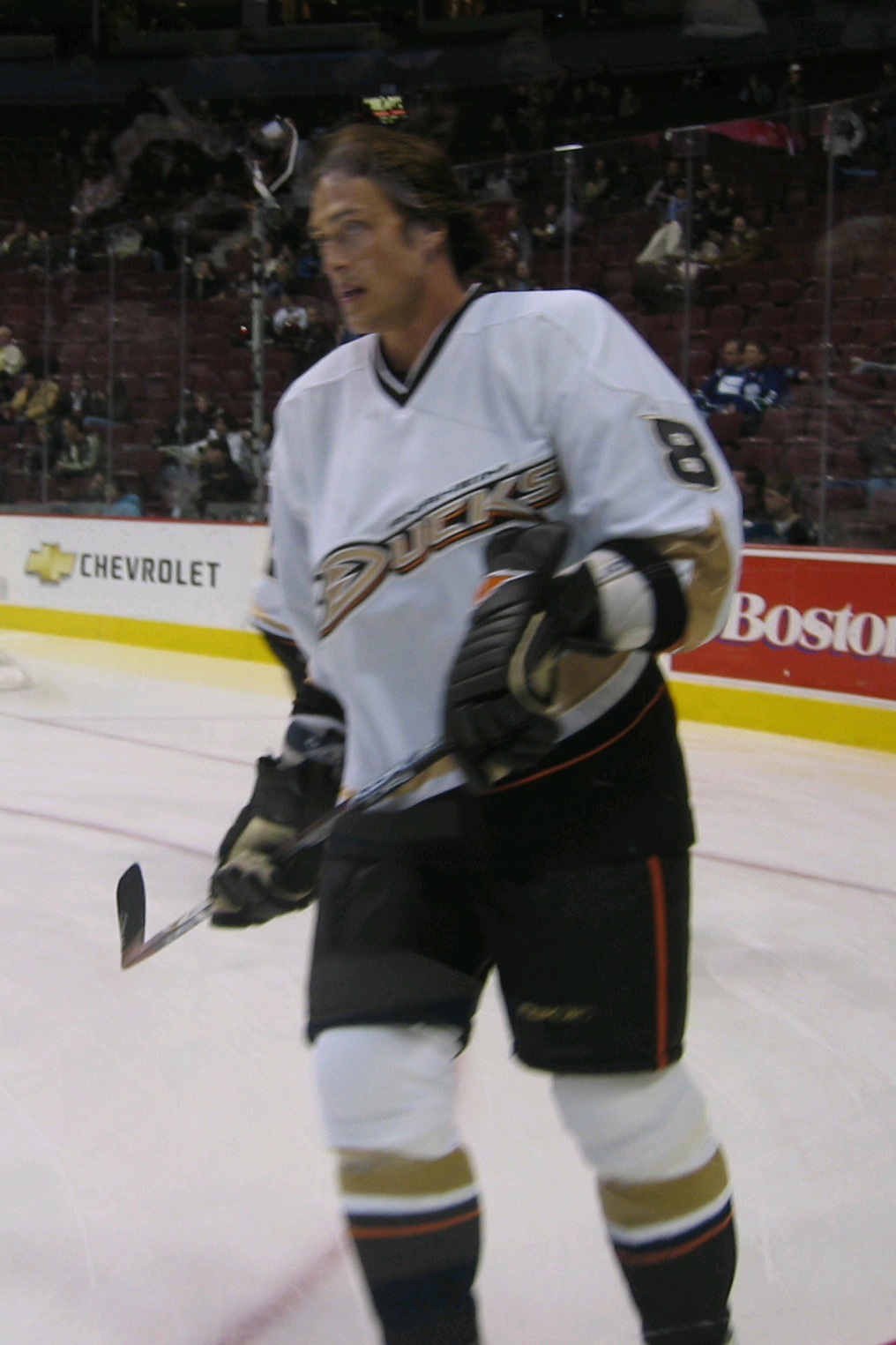

| Temporada | Equipo               | Liga         |    | Temporada regular | Temporada regular | Temporada regular | Temporada regular | Temporada regular |    | Playoffs | Playoffs | Playoffs | Playoffs | Playoffs |
| Temporada | Equipo               | Liga         | PJ | G                 | A                 | PTS               | PEN               | PJ                | B  | A        | PEN      | PUN      |          |          |
| --------- | -------------------- | ------------ | -- | ----------------- | ----------------- | ----------------- | ----------------- | ----------------- | -- | -------- | -------- | -------- | -------- | -------- |
| 1986-87   | Jokerit Helsinki Jr. | Finlande Jr. | 33 | 10                | 12                | 22                | 8                 |                   |    |          |          |          |          |          |
| 1987-88   | Jokerit Helsinki Jr. | Finlande Jr. | 33 | 43                | 23                | 66                | 18                | 5                 | 4  | 3        | 7        | 2        |          |          |
| 1987-88   | Jokerit Helsinki     | SM-Liiga     | 5  | 1                 | 1                 | 2                 | 0                 |                   |    |          |          |          |          |          |
| 1988-89   | Jokerit Helsinki     | SM-Liiga     | 35 | 36                | 33                | 69                | 14                |                   |    |          |          |          |          |          |
| 1989-90   | Jokerit Helsinki     | SM-Liiga     | 11 | 4                 | 8                 | 12                | 0                 |                   |    |          |          |          |          |          |
| 1990-1991 | Jokerit Helsinki     | SM-Liiga     | 42 | 33                | 25                | 58                | 12                |                   |    |          |          |          |          |          |
| 1991-1992 | Jokerit Helsinki     | SM-Liiga     | 44 | 39                | 23                | 62                | 20                | 10                | 10 | 7        | 17       | 18       |          |          |
| 1992-93   | Winnipeg Jets        | NHL          | 84 | 76                | 56                | 132               | 45                | 6                 | 4  | 2        | 6        | 2        |          |          |
| 1993-94   | Winnipeg Jets        | NHL          | 51 | 25                | 29                | 54                | 22                |                   |    |          |          |          |          |          |
| 1994-95   | Winnipeg Jets        | NHL          | 45 | 22                | 26                | 48                | 2                 |                   |    |          |          |          |          |          |
| 1994-95   | Jokerit Helsinki     | SM-Liiga     | 20 | 7                 | 12                | 19                | 6                 |                   |    |          |          |          |          |          |
| 1995-96   | Winnipeg Jets        | NHL          | 51 | 24                | 48                | 72                | 18                |                   |    |          |          |          |          |          |
| 1995-96   | Anaheim Ducks        | NHL          | 28 | 16                | 20                | 36                | 4                 |                   |    |          |          |          |          |          |
| 1996-97   | Anaheim Ducks        | NHL          | 78 | 51                | 58                | 109               | 34                | 11                | 7  | 3        | 10       | 4        |          |          |
| 1997-98   | Anaheim Ducks        | NHL          | 73 | 52                | 34                | 86                | 30                |                   |    |          |          |          |          |          |
| 1998-99   | Anaheim Ducks        | NHL          | 75 | 47                | 60                | 107               | 30                | 4                 | 2  | 2        | 4        | 2        |          |          |
| 1999-00   | Anaheim Ducks        | NHL          | 79 | 33                | 52                | 85                | 12                |                   |    |          |          |          |          |          |
| 2000-01   | Anaheim Ducks        | NHL          | 61 | 26                | 33                | 59                | 36                |                   |    |          |          |          |          |          |
| 2000-01   | San Jose Sharks      | NHL          | 12 | 7                 | 6                 | 13                | 0                 | 6                 | 0  | 2        | 2        | 2        |          |          |
| 2001-02   | San Jose Sharks      | NHL          | 82 | 29                | 25                | 54                | 40                | 12                | 5  | 3        | 8        | 2        |          |          |
| 2002-03   | San Jose Sharks      | NHL          | 82 | 28                | 36                | 64                | 30                |                   |    |          |          |          |          |          |
| 2003-04   | Colorado Avalanche   | NHL          | 78 | 16                | 16                | 32                | 32                | 10                | 0  | 3        | 3        | 2        |          |          |
| 2005-06   | Anaheim Ducks        | NHL          | 80 | 40                | 50                | 90                | 44                | 16                | 6  | 8        | 14       | 6        |          |          |
| 2006-07   | Anaheim Ducks        | NHL          | 82 | 48                | 46                | 94                | 82                | 21                | 5  | 10       | 15       | 10       |          |          |
| 2007-08   | Anaheim Ducks        | NHL          | 26 | 12                | 11                | 23                | 8                 | 6                 | 2  | 2        | 4        | 6        |          |          |
| 2008-09   | Anaheim Ducks        | NHL          | 65 | 27                | 27                | 54                | 36                | 13                | 4  | 2        | 6        | 4        |          |          |
| 2009-10   | Anaheim Ducks        | NHL          |    |                   |                   |                   |                   |                   |    |          |          |          |          |          |
| Total NHL | Total NHL            | Total NHL    |    | 1137              | 583               | 633               | 1216              | 507               |    | 105      | 35       | 37       | 72       | 40       |

## Palmarés

### Distinciones individuales
- Kultainen kypärä : 1990-1991
- Trophée Aarne Honkavaara : 1992
- Trofeo Calder : 1993
- Trofeo Maurice Richard : 1999
- Trofeo Bill Masterton : 2006

### Trofeos de Equipo
- SM-liiga - Jokerit Helsinki (1993-94)
- División Pacífico de la NHL - San Jose Sharks (2001-2002)
- División del Este de la NHL Anaheim Ducks (2006-2007)

## Carrera internacional
Con equipo de Finlandia, Selänne ganó una medalla de bronce en los Juegos Olímpicos de Nagano 1998, una medalla de plata en los Juegos Olímpicos de Turín 2006, la medalla de bronce en los Juegos Olímpicos de Vancouver 2010 y otra medalla de bronce en los Juegos Olímpicos de Sochi 2014, además fue nombrado como el jugador más valorado (MVP) del campeonato mundial de 1999, Goleador de los Juegos Olímpicos de Invierno de 1998 y Máximo goleador y mejor delantero de los Juegos Olímpicos de 2006. En los juegos de Vancouver se convirtió en el jugador con más puntos en los Juegos Olímpicos con 37.